# Fernand Boone
Fernand Boone (Brugge, 1 augustus 1934 – Gent, 11 september 2013) was een Belgisch voetbaldoelman die bijna zijn hele carrière voor Club Brugge uitkwam. In 1967 won hij de Gouden Schoen als eerste keeper die een gouden schoen won in België. Met Club Brugge won hij de beker in 1968 en 1970. Na elf seizoenen in de A-kern en 384 wedstrijden voor de Belgische topclub kwam hij nog een seizoen voor VG Oostende en SK Roeselare uit.
Boone werd in totaal twintig keer opgeroepen voor de nationale ploeg. In totaal heeft hij acht keer gespeeld voor de Belgische nationale ploeg. Hij maakte zijn debuut op 16 april 1967 tegen Nederland.

## Carrière
- Dosko Sint-Kruis (jeugd)
- 1952-1970: Club Brugge
- 1970-1971: VG Oostende
- 1971-1972: SK Roeselare